# Otto Arndts
Otto Arndts (* 5. November 1879 in Königsborn; † 1963; vollständiger Name: Arndts-Charlottenburg, Otto Erwin Engelbert) war ein deutscher Porträt- und Landschaftsmaler.

## Leben
Er war der Sohn des Malers Karl Arndts. Otto Arndts studierte an der Académie Julian in Paris, ab 1902 an der Münchner Königlichen Kunstakademie bei Johann Caspar Herterich und Carl von Marr, sowie an der Kunstakademie Dresden bei Carl Bantzer und Eugen Bracht. Otto Arndts war Mitglied der Dresdner Künstlergruppe 1913 und des Vereins Berliner Künstler an deren Ausstellungen er regelmäßig teilnahm.

## Werke (Auswahl)
- Herbst (Öl, 85 × 101 cm; ausgestellt 1939 auf der Großen Deutschen Kunstausstellung und von Hitler erworben; heute im Bestand des Deutschen Historischen Museums)[3]

- Ostmark (Öl auf Leinwand, 100 × 117 cm; ausgestellt 1939 auf der Großen Deutschen Kunstausstellung und von Hitler erworben; heute im Bestand des Deutschen Historischen Museums)[4]

- Deutsches Land an der Saar (Öl; ausgestellt 1940 auf der Großen Deutschen Kunstausstellung)[5]

- Feldbergsee (Öl; ausgestellt 1940 auf der Großen Deutschen Kunstausstellung)[6]

## Ausstellungen (Auswahl)
- 1908: Große Berliner Kunstausstellung
- 1910: Große Berliner Kunstausstellung
- 1912: Große Berliner Kunstausstellung
- 1912: Dresden, Ausstellung zu Ehren von Geheimrat Hofrat Professor Eugen Bracht, Galerie Ernst Arnold.[7]
- 1914: Große Berliner Kunstausstellung
- 1914: Dresden, Dresdner Künstlergruppe 1913. Ausstellung von Gemälden, Graphik, Zeichnungen und plastischen Werken, Galerie Ernst Arnold.[7][8]
- 1925: Große Berliner Kunstausstellung
- 1925: Berlin, Juryfreie Kunstschau
- 1929: Hundert Jahre Berliner Kunst, Verein Berliner Künstler
- 1930: Große Berliner Kunstausstellung
- 1931: Große Berliner Kunstausstellung
- 1933: Düsseldorf, Ausstellung des Vereins Berliner Künstler
- 1934: Berlin, Herbstausstellung, Verein Berliner Künstler
- 1935: Berlin, Herbstausstellung, Verein Berliner Künstler
- 1936: Berlin, Herbstausstellung, Verein Berliner Künstler
- 1937: Berlin, Frühjahrs-Ausstellung, Verein Berliner Künstler
- 1937: Berlin, Herbstausstellung, Verein Berliner Künstler
- 1937: Große Deutsche Kunstausstellung München
- 1937: Hamburger Kunsthalle
- 1938: Berlin, Frühjahrs-Ausstellung, Verein Berliner Künstler
- 1938: Berlin, Herbstausstellung, Verein Berliner Künstler
- 1939: Berlin, Frühjahrs-Ausstellung, Verein Berliner Künstler
- 1939: Berlin, Herbstausstellung, Verein Berliner Künstler
- 1939: Große Deutsche Kunstausstellung München
- 1940: Große Deutsche Kunstausstellung München
- 1940: Berlin, Deutsche Städtebilder und Landschaften, Verein Berliner Künstler
- 1941: Große Deutsche Kunstausstellung München
- 1942: Düsseldorf, Frühjahrsausstellung Düsseldorf
- 1946: Berlin, Kunstausstellung des Westens, Rathaus Schöneberg